# Forêts et montagnes en Limousin

## Les plus hautes montagnes
Corrèze
- Mont Bessou : 977 m, avec une tour panoramique permettant de dépasser 1 000 m d'altitude.
- Puy Pendu : 973 m
- Signal d'Audouze : 954 m (plateau de Millevaches à la limite de la Creuse)
- Mijoie : 949 m
- Puy de la Monédière, 922 mètres (point culminant du massif des Monédières)
- Suc au May, 908 mètres, d'où l'on peut découvrir la chaîne des Puys et où est implantée une table d'orientation
- Massif des Agriers : 903 m
- Puy Charrin, 869 mètres
- Peuch géant, 856 mètres
- Puy de la Tourte : 852 m (Soudeilles)
- Puy de Sarran : 819 m
- Puy d'Orlia : 705 mètres

Creuse
- Forêt de Châteauvert : 932 m point culminant
- Signal du Pic : 831 m
- Signal de Montjouer : 697 m
- Puy de Chiroux : 689 m
- Puy de Maupuy : 685 m
- Puy de Gaudy : 653 m
- Les 3 Cornes : 636 m

Haute-Vienne
- Puy (ou Bois) de Lauzat : 777 m
- Mont Gargan : 731 m
- Signal de Sauvagnac (monts d'Ambazac) : 701 m
- Mont Larron : 624 m
- Courbefy, monts de Châlus : 542 m
- Forêt de Fayat : 533 m
- Monts de Blond : 515 m

## Point le plus bas
Corrèze
- Sortie de la Vézère : 80 m

Creuse
- Sortie de la Creuse : environ 190 m

Haute-Vienne
- Sortie de la Gartempe : environ 150 m
- Sortie de la Vienne : environ 160 m

## Forêts
Corrèze
- Forêt du Fleix
- Forêt des Fayes

Creuse
- Forêt de Drouille
- Forêt de Châteauvert
- Bois d'Evaux
- Bois des Landes
- Bois d'Ahun
- Forêt de Chabrières
- Forêt de Saint-Germain
- Bois de Villard

Haute-Vienne
- Forêt du Défant
- Bois des Echelles
- Forêt de Rancon
- Forêt des Cars
- Forêt de Lastours
- Forêt des Bois du Roi
- Forêt des Coutumes
- Forêt de Rochechouart
- Forêt de Châteauneuf
- Forêt de Fayat
- Forêt de Magnac
- Forêt de Vieillecour